# أليسو
أليسو (بالإيطالية: Alesso)‏ هو دي جاي وموسيقي سويدي من أصل إيطالي ولد في يوم 7 يوليو 1991 في مدينة ستوكهولم عاصمة السويد، تشارك مع عدة موسيقيين ودي جاي مثل سويدش هاوس مافيا وتيو هوثكرافت وريان تيدير وكالفين هاريس وأشر ودافيد غيتا وسباستيان إنغروسو وتواجد في عدة مهرجانات في كاليفورنيا ونيويورك وبلجيكا والبرازيل، في سنة 2015 احتل المركز ال13 ضمن أفضل الديجيات في العالم في مجلة دي جاي، في 22 مايو 2015 أطلق ألبوم باسم فوريفر وكان من إنتاج تسجيلات ديف جام.

## روابط خارجية
- أليسو على موقع IMDb (الإنجليزية)
- أليسو على موقع ميوزك برينز (الإنجليزية)
- أليسو على موقع أول ميوزيك (الإنجليزية)
- أليسو على موقع ديسكوغز (الإنجليزية)
- أليسو على موقع ديسكوغز (الإنجليزية)
- أليسو على موقع قاعدة بيانات الفيلم (الإنجليزية)